# Candovia evoneobertii
Candovia evoneobertii är en insektsart som först beskrevs av Oliver Zompro och Joachim Ulrich Adis 2001.  Candovia evoneobertii ingår i släktet Candovia och familjen Diapheromeridae. Inga underarter finns listade.